# FlyQuest
FlyQuest（フライクエスト、略称：FLY）は、アメリカ合衆国・カリフォルニア州ロサンゼルスに本拠を置くeスポーツ組織。フロリダ・パンサーズのオーナーであるヴィオラ家が所有している。

## 概要
2017年1月5日、Cloud9のアカデミーチームであるCloud9 Challengerの『リーグ・オブ・レジェンド』部門を買収したのちに創設された。Cloud9 ChallengerがLCSへの昇格を決めていたが、1つの組織で2チーム同時に出場することが禁止されているため、Cloud9はチームを売却せざるを得なかった。チームは、ミルウォーキー・バックスの共同所有者であるウェス・エデンスとフォートレス・インベストメント・グループに売却され、FlyQuestとしてリブランドされた。
2022年9月、フロリダ・パンサーズのオーナーであるヴィオラ家に買収される。

## 沿革

### 2017年
- 1月6日、Cloud9 Challengerの『リーグ・オブ・レジェンド』部門を買収し、FlyQuestを創設[2][3][4]。
- 9月2日、eQuinoxの『ロケットリーグ』部門を買収し、部門設立[5]。
- 10月15日、『PUBG: BATTLEGROUNDS』部門を設立[6]。

### 2018年
- 11月30日、『PUBG: BATTLEGROUNDS』部門が解散[7]。
- 12月8日、『大乱闘スマッシュブラザーズDX』部門を設立[8]。
- 12月20日、『ロケットリーグ』部門が解散[9]。

### 2019年
- 8月5日、『エーペックスレジェンズ』部門を設立[10]。

### 2020年
- 1月21日、『エーペックスレジェンズ』部門が解散[11]。

### 2022年
- 9月27日、ヴィオラ家がFlyQuestを買収[1]。

### 2023年
- 6月1日、Counter Logic Gaming Redの『カウンターストライク』女性部門と『VALORANT』女性部門を買収し、FlyQuest REDとして各部門を設立[12][13]。

### 2024年
- 3月28日、『カウンターストライク』部門を設立[14]。

## 現在活動している部門

### カウンターストライク

#### 所属選手
| プレイヤー名                             | 役割       | 加入日        | 備考 |
| ---------------------------------------- | ---------- | ------------- | ---- |
| INS（ジョシュア・ポッター）              | プレイヤー | 2024年3月28日 |      |
| aliStair（アリスター・ジョンストン）     | プレイヤー | 2024年3月28日 |      |
| Liazz（ジェイ・トレギルガス）            | プレイヤー | 2024年3月28日 |      |
| Vexite（デクラン・ポルテリ）             | プレイヤー | 2024年3月28日 |      |
| dexter（クリストファー・ノング）         | プレイヤー | 2024年3月28日 |      |
|                                          |            |               |      |
| erkaSt（エルデネツォクト・ガントゥルガ） | コーチ     | 2024年3月28日 |      |

| プレイヤー名                      | 役割       | 加入日        | 備考 |
| --------------------------------- | ---------- | ------------- | ---- |
| GooseBreeder（ムニラ・ドビー）    | プレイヤー | 2023年6月1日  |      |
| BiBiAhn（ヴィヴィアン・クアック） | プレイヤー | 2023年6月1日  |      |
| Kaoday（コリーヌ・ル・フロック）  | プレイヤー | 2023年6月1日  |      |
| emy（エマ・チョー）               | プレイヤー | 2024年2月29日 |      |
| vanessa（ヴァネッサ・ギデオン）   | プレイヤー | 2024年2月29日 |      |
|                                   |            |               |      |
| Munstur（ルカ・イオアニシウ）     | コーチ     | 2023年9月26日 |      |

### リーグ・オブ・レジェンド

#### 所属選手
| プレイヤー名                        | 役割               | 加入日         | 備考 |
| ----------------------------------- | ------------------ | -------------- | ---- |
| Bwipo（ガブリエル・ラウ）           | トップ             | 2023年11月29日 |      |
| Inspired（カツペル・スロマ）        | ジャングル         | 2023年11月29日 |      |
| Quad（ソン・スヒョン）              | ミッド             | 2024年6月9日   |      |
| Massu（ファハド・アブドゥルマレク） | ボット             | 2023年11月29日 |      |
| Busio（アラン・クワリナ）           | サポート           | 2023年11月29日 |      |
|                                     |                    |                |      |
| Nukeduck（エルレンド・ホルム）      | ヘッドコーチ       | 2023年12月7日  |      |
| Arrow（ノ・ドンヒョン）             | アシスタントコーチ | 2023年12月7日  |      |
| mithy（アルフォンソ・アギーレ）     | アシスタントコーチ | 2024年6月5日   |      |

### 大乱闘スマッシュブラザーズDX

#### 所属選手
| プレイヤー名                | 役割       | 加入日        | 備考 |
| --------------------------- | ---------- | ------------- | ---- |
| Jmook（ジェイク・ディラド） | プレイヤー | 2022年6月10日 |      |

### VALORANT

#### 所属選手
| プレイヤー名                            | 役割               | 加入日         | 備考 |
| --------------------------------------- | ------------------ | -------------- | ---- |
| dodonut（カルンティダ・チャイスラケオ） | プレイヤー         | 2023年6月1日   |      |
| sonder（チャン・ダイアナ）              | プレイヤー         | 2024年1月22日  |      |
| StarBound                               | プレイヤー         | 2024年1月22日  |      |
| theia（メリサ・マンドルフ）             | プレイヤー         | 2024年1月22日  |      |
| evv                                     | プレイヤー         | 2024年10月14日 |      |
|                                         |                    |                |      |
| Jovi（ジョヴァンニ・ヴェラ）            | コーチ             | 2024年1月23日  |      |
| KingFred（デクラン・オリエン）          | アシスタントコーチ | 2024年5月27日  |      |